# Бадуарий
Вижте пояснителната страница за други личности с името Бадуарий.
Бадуарий (Baduarius; + 576 г.) e източноримски (византийски) аристократ, зет на византийския император Юстин II (упр. 565 – 578).
Син е на генерал Бадуарий, активен в Малка Скития през 528 г.
Бадуарий става на 14 ноември 565 г. куропалат и е издигнат в патрициански ранг.
През 566/567 г. е с войската на Дунав в Мизия и Малка Скития и се бие против гепидите, лангобардите и аварите. Той е вероятно magister militum per Illyricum. През 573 г. е comes stabuli. През 576 г. Юстин II го изпраща в Италия да се бие с лангобардите, но е победен и убит в битка.
Женен е за Арабия, дъщеря на Юстин II и е баща на Фирмина.